# Industrieverlagerung
 Industrieverlagerung ist der Umzug von Maschinen und Anlagen einer Produktion von einem Standort (Quellort) zu einem weiteren Standort (Zielort). Der Zielort ist räumlich vom Quellort entfernt.

## Vorgang
Die Produktionsmittel (technische Anlagen, Maschinen, Geräte, Werkzeuge) werden demontiert, transportiert und wieder montiert. In der Regel wird auf dem Quellort die Produktion eingestellt. Gründe für eine Verlagerung sind Agglomeration, steuerliche Motive, Standortprobleme oder anderes.
Projekte der Industrieverlagerung beginnen mit der intensiven Beratung (Consulting). Dabei werden notwendige Kapazitäten definiert, der Zeitbedarf ermittelt sowie die Methodik festgelegt. Dies ist die Voraussetzung für die monetäre Bewertung der Maßnahme. Die Industrieverlagerung gliedert sich in 3 Hauptprozesse:
- Demontage
- Transport
- Montage oder auch Remontage

Zu den Hauptprozessen gehören Subprozesse, die je nach Aufgabenstellung auch unabhängig voneinander erbracht werden können.

### Demontage
Zunächst erfolgt die Bestandsaufnahme und Dokumentation der zur Verlagerung vorgesehenen Maschinen und Anlagen. Danach wird ein Referenzartikel gefertigt, um nach erfolgter Verlagerung die Qualität anhand des Vergleichs mit dem nach der Inbetriebnahme produzierten Referenzartikels überprüfen zu können. Nach der Sicherung der Software der Anlagensteuerung und dem Einmessen der Maschinen und Anlagen, der Entleerung der Maschinen und Anlagen von Hilfs- und Betriebsstoffen (u. U. Reinigung der Maschinen und Anlagen) folgt das Anbringen von Transportsicherungen. Zum  Rückbau der peripheren Einrichtungen zählen Schutzzäune, Fördersysteme, Sicherungseinrichtungen, Einhausungen etc.
Beim Trennen der Infrastruktur (Elektrik, Druckluft, Hydraulik, Abluft, Frischluft, Gas, Kühlwasser) werden die Anschlusspunkte der Leitungssysteme gegen das Austreten von Restmengen der Hilfs- und Betriebsstoffe gesichert. Kabelenden werden gegen Beschädigung und Verschmutzungen geschützt. Die Demontage der Maschinen und Anlagen erfolgt in sinnvollen, jedoch größtmöglichen Transporteinheiten. Beim Verpacken der demontierten Maschinen- und Anlagenteile in bedarfsgerechter Verpackung werden die Maschinen- und Anlagenteile auf Europaletten konfektioniert, um den nachfolgenden Transport zu vereinfachen.

### Transport
Die Maschinen- und Anlagenteile werden für die Verladung vorbereitet. Oftmals werden die konfektionierten Maschinen- und Anlagenteile auf einer Zwischenlagerfläche zusammengestellt, bevor sie verladen werden. Für die Maschinen und Anlagen werden Stückgutlisten als Begleitpapiere erstellt, die Voraussetzung für den Transport sind.
Die Maschinen- und Anlagen werden abhängig von:
- der geometrischen Größe,
- der vorgegebenen Anschlagpunkte,
- der Anschlagmittel sowie
- der Masse

auf geeignete Transportfahrzeuge (Lastkraftwagen (LKW, normalmessende Transporte, Schwerlasttransporte) verladen. Die Verladung erfolgt unter Einsatz von Gabelstapler, Hubgerüst oder Kran. Handelt es sich um multimodalen Verkehr (gebrochener Verkehr), werden die Maschinen und Anlagen zunächst mit LKW, später mit einem Schiff und abschließend wieder mit einem LKW zum Zielort befördert. Es folgt das Abladen am Zielort und innerbetrieblicher Transport bis zur Zielfläche.

### Remontage
Die Remontage folgt analog der Demontage in umgekehrter Reihenfolge. Nach einer sogenannten Kalten Inbetriebnahme und anschließender Warmen IBN kommt die Abnahme der Leistung durch den Auftraggeber.

### Subprozesse
Im Rahmen von Verlagerungsprozessen können zusätzliche Subprozesse Berücksichtigung finden, die nicht unmittelbar mit der Verlagerung im Zusammenhang stehen. Dies sind:
- Wartungs- und Instandsetzungsarbeiten,
- Umbau- und Anpassungsarbeiten,
- umfangreichere Reinigungs- und Lackierarbeiten

## Industrieumzug von Produktionsmitteln
Der Industrieumzug ist die Verlagerung von einzelnen oder mehreren Produktionsmitteln (technische Anlagen, Maschinen, Geräte, Werkzeuge). Es wird unterschieden, ob die Produktionsmittel innerbetrieblich oder auf Zielflächen außerhalb des Quellorts verbracht werden. Der Rückbau ist die Demontage von Produktionsmitteln. In diesem Prozess werden die Maschinen und Anlagen (meist während der laufenden Produktion) demontiert und ausgebracht. Die ausgebrachten Maschinen werden verschrottet oder eingelagert. Komponenten davon können für die Ersatzteilbevorratung genutzt werden.